# Totonicapán (stad)
Totonicapán (ook San Miguel Totonicapán) is een stad en gemeente in Guatemala. Het is de hoofdplaats van het gelijknamige departement. Totonicapán is gelegen op een hoogte van 2485 meter en heeft 153.000 inwoners. De naam betekent "bij het warme water", omdat de Nahualate hier aan de oppervlakte komt in de vorm van warmwaterbronnen en stoom.

## Geschiedenis
In de post-klassieke periode was de stad voor de K'iche' na Utatlán de belangrijkste stad. De Spanjaarden stichtten de huidige stad en de eerste kerk werd verwoest door een aardbeving. Gedurende en kort na de onafhankelijkheidsstrijd (1811-1821) braken er lokale inheemse opstanden uit en 600 rebellen uit Momostenango knoopten politieke betrekkingen aan met bewoners van omringende dorpen. De zo ontstane bevrijdingsbeweging dwong de lokale burgemeester te vertrekken en het bestuur werd overgenomen door rebellenleider Atanasio Tzul. Hij werd gekroond tot "koning van de K'iche'" en is nog steeds het symbool voor de strijd tegen de Spanjaarden.

## Taal
De belangrijkste voertalen in de stad zijn Spaans en K'iche'

## Feesten en festivals
- Het festival de Danzas Tradicionales is een jaarlijks terugkerend festival in mei, juni of juli waar lokale dansen worden opgevoerd.
- Op 29 september wordt het feest van de patroonheilige van de stad gevierd.